# Campionati europei di sollevamento pesi 1960
I Campionati europei di sollevamento pesi 1960, 42ª edizione della manifestazione, si svolsero a Milano dal 3 al 7 maggio.

## Formula
La formula prevedeva tre serie di sollevamenti:
- sollevamento a distensione a due mani;
- sollevamento a strappo a due mani;
- sollevamento a slancio a due mani.

## Titoli in palio
| Categoria            | Eventi         | Atleti |
| -------------------- | -------------- | ------ |
| Pesi gallo           | Fino a 56 kg   | 11     |
| Pesi piuma           | Fino a 60 kg   | 8      |
| Pesi leggeri         | Fino a 67.5 kg | 11     |
| Pesi medi            | Fino a 75 kg   | 10     |
| Pesi massimi leggeri | Fino a 82.5 kg | 11     |
| Pesi mediomassimi    | Fino a 90 kg   | 13     |
| Pesi massimi         | Oltre i 90 kg  | 7      |

## Nazioni partecipanti
Ai campionati parteciparono 71 atleti rappresentanti di 15 nazioni. Otto di queste entrarono nel medagliere. Tra parentesi i partecipanti per nazione.
- Austria (3)
- Belgio (3)
- Bulgaria (7)
- Cecoslovacchia (4)
- Finlandia (5)
- Francia (4)
- Germania Ovest (6)
- Italia (7)
- Norvegia (1)
- Polonia (7)
- Romania (5)
- Svizzera (3)
- Turchia (3)
- Ungheria (6)
- Unione Sovietica (7)

## Risultati
| Evento       | Oro                  | Oro   | Argento              | Argento | Bronzo           | Bronzo |
| ------------ | -------------------- | ----- | -------------------- | ------- | ---------------- | ------ |
| 56 kg.       | Vladimir Stogov      | 330,0 | Imre Földi           | 310,0   | Marian Jankowski | 307,5  |
| 60 kg.       | Evgenij Minaev       | 360,0 | Sebastiano Mannironi | 352,5   | Rudolf Kozłowski | 307,5  |
| 67,5 kg.     | Marian Zieliński     | 377,5 | Mustafa Jagly-Ogly   | 375,0   | Zdeněk Otáhal    | 355,0  |
| 75 kg.       | Aleksandr Kurynov    | 420,0 | Győző Veres          | 397,5   | Jan Bochenek     | 385,0  |
| 82,5 kg.     | Rudol'f Pljukfel'der | 442,5 | Ireneusz Paliński    | 425,0   | Marcel Paterni   | 415,0  |
| 90 kg.       | Vitalij Dvigun       | 442,5 | Vladimir Savov       | 417,5   | Lazăr Baroga     | 417,5  |
| Oltre 90 kg. | Jurij Vlasov         | 500,0 | Ivan Veselinov       | 460,0   | Alberto Pigaiani | 445,0  |

## Medagliere
| Posiz. | Nazione          | Oro | Argento | Bronzo | Totale |
| ------ | ---------------- | --- | ------- | ------ | ------ |
| 1      | Unione Sovietica | 6   | 1       | 0      | 7      |
| 2      | Polonia          | 1   | 1       | 3      | 5      |
| 3      | Bulgaria         | 0   | 2       | 0      | 2      |
| 3      | Ungheria         | 0   | 2       | 0      | 2      |
| 5      | Italia           | 0   | 1       | 1      | 2      |
| 6      | Cecoslovacchia   | 0   | 0       | 1      | 1      |
| 6      | Francia          | 0   | 0       | 1      | 1      |
| 6      | Romania          | 0   | 0       | 1      | 1      |
| Totale | Totale           | 7   | 7       | 7      | 21     |

## Classifica a squadre
Il sistema di punteggio è basato sui punti distribuiti per l'esercizio totale in base allo schema adottato nel 1958:
| Pos. | Squadra          | Punti |
| ---- | ---------------- | ----- |
| 1    | Unione Sovietica | 47    |
| 2    | Polonia          | 27    |
| 3    | Italia           | 16    |
| 4    | Ungheria         | 15    |
| 5    | Bulgaria         | 11    |
| 6    | Finlandia        | 10    |
| 7    | Cecoslovacchia   | 7     |
| 7    | Francia          | 7     |
| 7    | Romania          | 7     |
| 10   | Austria          | 5     |
| 11   | Germania Ovest   | 1     |
| 11   | Svizzera         | 1     |